# Дубовицький Микола
Мико́ла Дубови́цький (13.09.1903—23.02.1985) — магістр-інженер — фахівець у галузі металургії, громадський діяч, дійсний член НТШ (1938), відзначений державними нагородами Польщі.

## Життєпис
Народився 1903 року в селі Микуличин (нині у складі міськради Яремче). З початком Першої світової війни змушений був припинити навчання в Микуличині. Учасник радянсько-польської війни 1920 року — у складі школи підхорунжих Армії УНР.
Інтернований у Каліші. 1923 року закінчив Першу гімназію Станіславова; після атестації у таборі за сприяння професора І. Фещенка-Чопівського вступив у Краківську гірнично-ливарну академію (закінчив 1928), де й працював: організатор і завідувач кафедри металознавства й термічної обробки заліза та сталі (1954—1962), водночас декан металургійного факультету (1956), надзвичайний (від 1958), звичайний (від 1969) професор.
Під час німецької окупації Польщі зберіг понад 200 кг металів — цінних лабораторних зразків — та документацію.

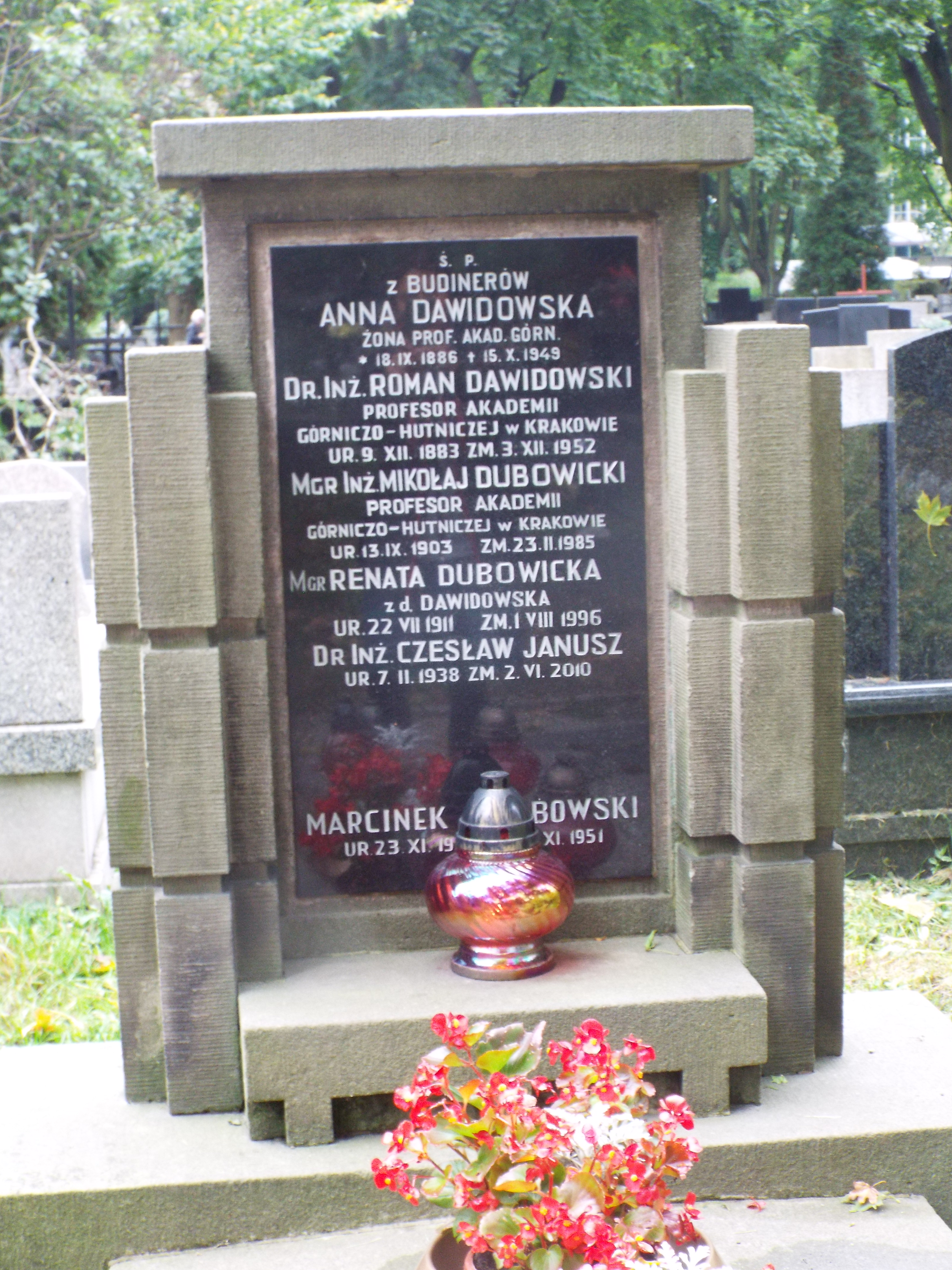
Поховання Миколи Дубовицького. Раковицький цвинтар, Краків. Фото 2021 р.

Також співпрацював у Політехніці міста Ченстохова (організатор і керівник у 1954—1962 кафедри металознавства), Краківській промисловій школі й гірничному технікумі та інших закладах.
Фінансово допомагав студентам — колишнім воякам УНР, був розпорядником Фонду ім. Симона Петлюри.
Як науковець досліджував вплив ванадію і титану на властивості заліза, нікелю, кобальту, а також властивості титанових сталей. Виступав із доповідями на міжнародних наукових конференціях з ливарництва — у Празі (1953), Відні (1961), Варшаві (1965). Обраний членом Комітету металургії Польської АН.
Автор монографії «Obręcze kół pojazdów szynowych» (1957) та ряду праць з проблем металургії, опублованих у наук. часописах.
Помер 23.02.1985 року у місті Краків. Похований на Раковицькому цвинтарі, поле XXXV, ряд західний, поховання 2 (50.076268, 19.956279 [Архівовано 24 вересня 2021 у Wayback Machine.]).